# Данилевский, Василий Яковлевич
Васи́лий Я́ковлевич Даниле́вский (13 [25] января 1852, Харьков, Харьковская губерния, Российская империя — 25 февраля 1939, Харьков, Харьковская область, Украинская ССР, СССР) — украинский и советский физиолог, директор Харьковского женского медицинского института, основатель и директор Органотерапевтического института (ныне Институт проблем эндокринной патологии им. В. Я. Данилевского НАМН Украины). Академик АН УССР, заслуженный деятель науки УССР, заслуженный профессор УССР.

## Биография
Родился 13 (25) января 1852 года в семье часового мастера в Харьковев семье крещёных евреев — часовщика Якова Петровича и его жены Елены Степановны Данилевских.  Из семи детей семьи Данилевских трое (Александр, Константин и Василий) стали известными учёными.
В 1862—1864 годах Василий Данилевский учился во 2-й Харьковской гимназии, после этого продолжил обучение во 2-й гимназии Казани, где в местном университете его старший брат Александр Яковлевич Данилевский, был профессором медицинской химии и физики. Гимназический курс В. Я. Данилевский закончил в 1868 году с золотой медалью, после чего поступил на физико-математический факультет Казанского университета. В 1869 году он перевёлся на медицинский факультет, а в 1870 году продолжил обучение на медицинском факультете Харьковского университета, который окончил в 1874 году.
Среди его харьковских профессоров-учителей были знаменитые медики — профессора Иван Петрович Щелков, Аркадий Иванович Якобий и Вильгельм Федорович Грубе, в клинике которого Данилевский с 1874 года был ординатором по химическому анализу.
После защиты диссертации в Харьковском университете (1877) В. Я. Данилевский отправился в научную командировку; работал в немецких университетах — Вюрцбурге, Эрлангене, Лейпциге.
После возвращения в Харьков с 15 февраля 1880 года был назначен доцентом зоофизиологии Харьковского ветеринарного института; с 1882 года — доцент, а с 1883 — экстраординарный профессор кафедры зоологии физико-математического факультета Харьковского университета. С 1888 года — член Германской академии естествоиспытателей «Леопольдина». В 1886—1909 годах В. Я. Данилевский был ординарным профессором кафедры физиологии медицинского факультета Харьковского университета; с 1 января 1900 года — действительный статский советник.
В 1910 году он стал первым директором и профессором физиологии Харьковского медицинского женского института, в 1917—1921 годах возглавлял кафедру нормальной физиологии Харьковского университета, а в 1920—1926 годах — кафедру нормальной физиологии во вновь основанном Харьковском медицинском институте.
С 1926 года В. Я. Данилевский был учёным руководителем физиологической лаборатории Института труда в Харькове, а с 1927 года до своей смерти — директором основанного им Органотерапевтического института в Харькове.
Умер 25 февраля 1939 года в Харькове. Его именем была названа улица Харькова.

## Научная деятельность
Основные труды В. Я. Данилевского связаны с проблемами сравнительной физиологии, физиологии нервной системы, электрофизиологии, эндокринологии и протистологии. В коре головного мозга им были обнаружены центры, регулирующие работу внутренних органов. Исследовал энергетический и тепловой балансы мышечного сокращения и питания. Впервые провёл гальванометрическое исследование электрической активности коры головного мозга, доказал, что эта активность связана с его деятельностью. Описал явление суммации для блуждающих нервов. Занимался проблемами гипноза, физиологией труда. Изучал влияние инсулина на симпатическую нервную систему. Стал одним из основоположников учения о патогенных простейших, присутствующих в крови и кроветворных органах рыб, птиц и человека. Был автором капитальных учебников по физиологии.

## Награды
- орден Св. Станислава 2-й ст. (1893)
- орден Св. Анны 2-й ст. (1896)
- орден Св. Владимира 3-й ст. (1903)
- орден Св. Станислава 1-й ст. (1906)